# Cheating
Cheating is het Engelse woord voor valsspelen. In het Nederlands wordt het woord, en ook cheaten, vooral gebruikt voor valsspelen in een computerspel. Hierdoor heeft de speler met de modificatie een voordeel ten opzichte van spelers zonder deze modificatie.

## Cheats
Voorbeelden van cheats:
- Wallhack - De mogelijkheid om door muren heen te kijken
- Aimbot - Cheatsoftware die geautomatiseerd voor je mikt in schietspellen, zodat je altijd een headshot schiet
- No Recoil - Geen terugslag in schietspellen
- Speedhack - De mogelijkheid om je sneller voort te bewegen
- Fog Hack - De mogelijkheid om de fog of war te verwijderen
- Map Hack - De mogelijkheid om de hele kaart te zien zonder eerst het level te moeten verkennen
- Super Jump - De mogelijkheid om heel hoog te kunnen springen
- en andere zoals een oneindig veel munitie.

## Cheatcodes
Cheatcodes zijn speciale codes die men tijdens het spelen kan invoeren om een voordeel te behalen. Deze zijn opzettelijk in veel spellen ingebouwd. Deze codes zijn alleen beschikbaar in de singleplayer modus van het spel en zijn niet bruikbaar in de multiplayer van het spel. Veel van deze codes zijn ingebouwd tijdens de ontwikkeling van het spel, zodat het uitvoeriger getest kon worden op bugs (fouten). Daarnaast worden deze gebruikt door spelers die vast zitten in een level en niet verder kunnen.

## Cheatsoftware
Er bestaan programma's die het mogelijk maken om vals te spelen in een spel door het te modificeren. Zo een programma kan bijvoorbeeld in het random-access memory de plaats waar de levenspunten (health) van een speler wordt bijgehouden telkens overschrijven met de maximale waarde waardoor de speler oneindig veel levenspunten heeft. Andere programma's maken het mogelijk om (deels) geautomatiseerd te spelen, deze worden meestal bots genoemd.

## Anti-cheatsoftware
Sinds de opkomst van cheats in online spellen zijn veel spelers en bedrijven bezig met een offensief tegen het gebruikt van cheats. Veel gebruikte programma's om cheaten tegen te gaan zijn PunkBuster, Valve Anti-Cheat, Cheat-Eye en DMW World. Deze herkennen echter niet alle cheats. Daarnaast zijn er ook nog een hoop eigen initiatieven in de online gemeenschap met dezelfde doelstelling. Iemand die betrapt wordt op cheating wordt vaak geweerd van de server van het computerspel door het IP-adres van die persoon of het serienummer van het spel van die persoon op een zwarte lijst te plaatsen.

## Cheathardware

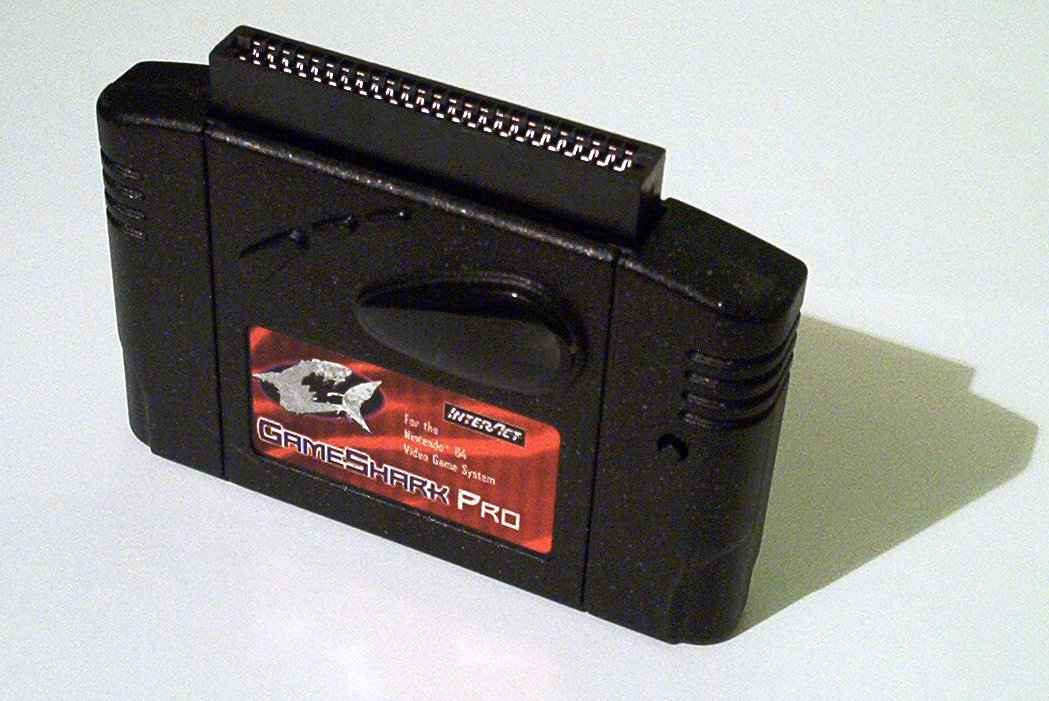
Een cheatapparaat voor de Nintendo 64

De meeste cheats zijn softwarematig. Er bestaat echter ook cheathardware, voornamelijk voor verouderde consoles.